# Sungai Watch
Sungai Watch est une organisation non gouvernementale fondée en Indonésie en 2020 par les trois frères et sœur Gary, Kelly et Sam Bencheghib. Elle a pour but de lutter contre la pollution par le plastique omniprésente à Bali, et plus généralement dans toute l'Indonésie.

## Nom
Sungai signifie « rivière » en indonésien

## Contexte

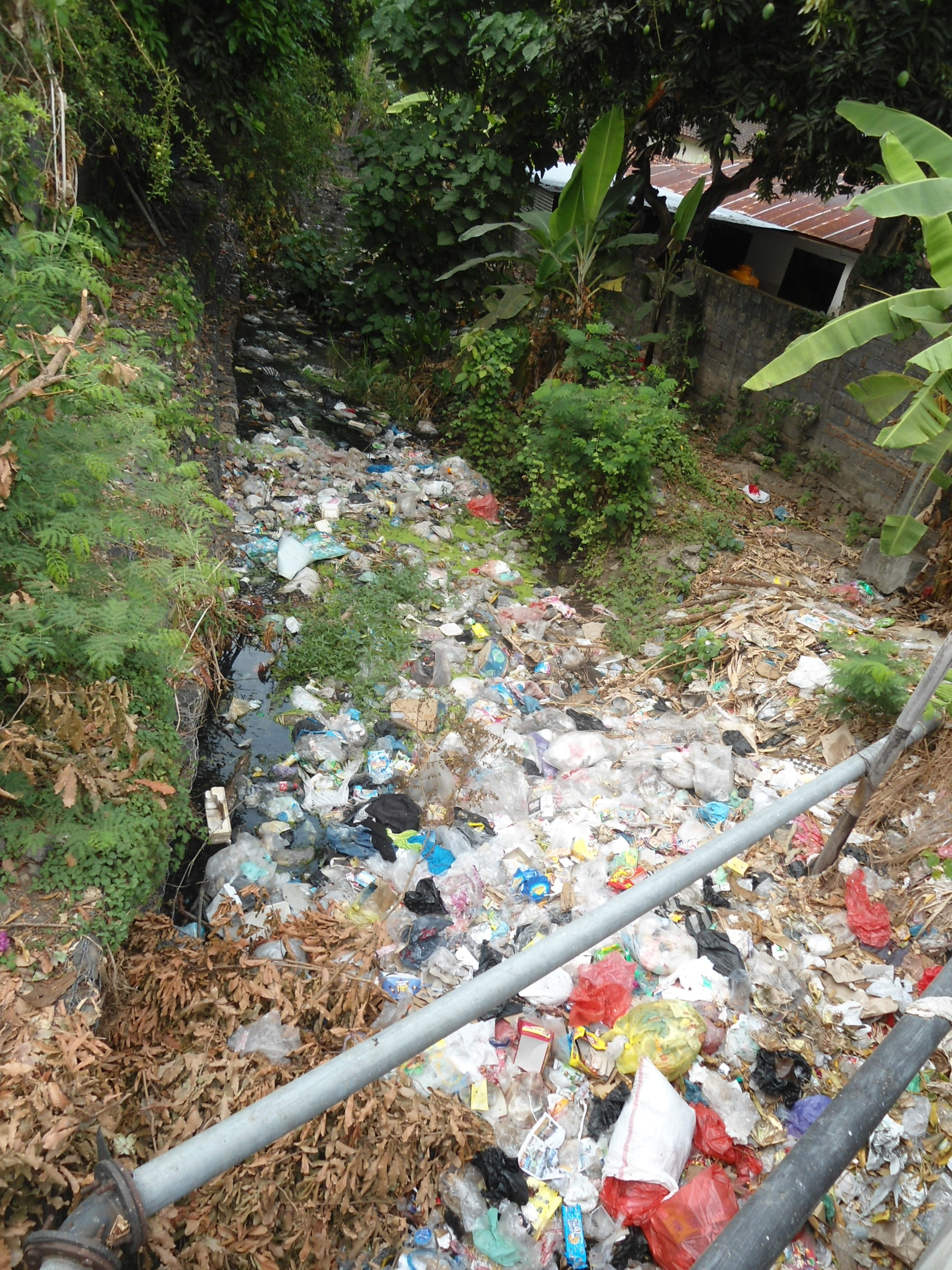
Une rivière de Bali en 2015.

Au début des années 2020, environ trois cent mille tonnes de plastique sont jetées par les habitants de Bali ainsi que les touristes fréquentant l'île. L'immense majorité n'est pas collectée et finit dans des décharges, lesquelles se déversent dans les rivières. Environ 33 000 tonnes de déchets plastiques finissent ainsi dans la mer de Java.

## Historique

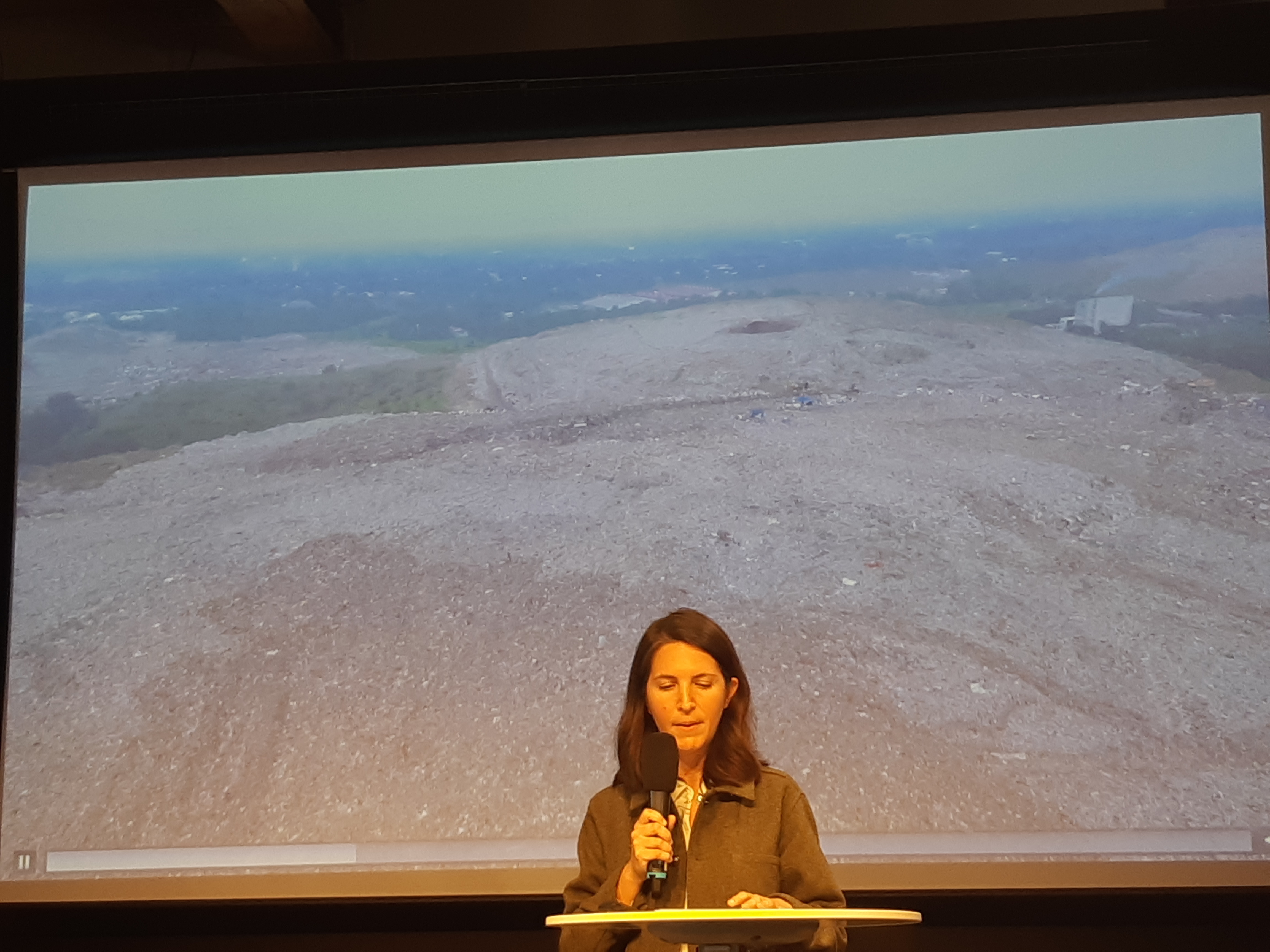
Kelly Bencheghib présente en 2024 le problème de la pollution plastique en Indonésie et les solutions mises en œuvre par Sungai Watch.

Gary, Kelly et Sam Bencheghib passent toute leur enfance à Bali. Ils y sont confrontés de manière grandissante à une pollution plastique du littoral croissante. Dès 2009, alors seulement âgés de 16, 14 et 12 ans, ils mettent en place des solutions artisanales peu couronnées de succès, en particulier des nettoyages citoyens de plages souillées, en créant l'association Make a change Bali,.
Toutefois, ils se rendent compte de l'inefficacité de traiter le problème à cet ultime maillon et décident d'agir plutôt dans les rivières. Après leurs études, les membres de la fratrie décident de créer une association ayant la capacité d'agir sur plusieurs maillons de la chaîne de dépollution et de traitement, afin d'enclencher une spirale vertueuse. L'association Sungai Watch est fondée en 2020 par la fratrie,,.

## Méthodes
La collecte des déchets est opérée par la mise en place de barrières flottantes, au nombre de 180 en 2023, qui arrêtent chacune entre 5 et 150 kilogrammes de plastique quotidiennement. Puis une collecte manuelle est effectuée au droit de cette barrière par des volontaires de l'association, qui réunissent leur récolte dans des filets spécialement constitués. Le contenu des filets est ensuite rapporté dans des centres de tri manuel. Le tri permet de séparer des plastiques de différentes natures ayant des filières de recyclage différenciées. Il permet également de repérer, d'après les étiquettes, quelles sont les marques qui génèrent le plus de déchets, afin de les sensibiliser à changer leurs pratiques et à mettre en place des filières produisant moins de déchets potentiels.
La collecte permet également de ramasser de nombreux déchets d'origine non anthropique, qui sont valorisés en compost ou en charbon de bois.
L'association mise également beaucoup sur la communication, afin de faire connaître son action et de provoquer des sursauts chez les décideurs politiques, économiques et techniques. Ainsi, une vidéo des deux frères descendant le Citarum sur deux canoës fabriqués visiblement à partir de bouteilles en plastique, vue plus de cent millions de fois dans le monde, attire l'attention du président Joko Widodo en 2017,.